# Carousel (cântec)
„Carousel” este un cântec al interpretei americane Melanie Martinez. Inițial inclus in discul EP al său de debut, Dollhouse,  iar apoi in albumul său de debut, Cry Baby. „Carousel” a fost lansat ca cel de-al doilea extras pe single de pe Dollhouse. Un videoclip muzical pentru piesă a fost lansat la data de 15 octombrie 2014.

## Informații generale
Cântecul este despre primul interes de dragoste a lui Cry Baby, (Un alter-ego a cărui povestea este situată în concepția albumului omonim din care este inspirată). Ea ar fi vrut să fie ceva magic, în scopul de a simți sentimentele care sunt atunci când iubești pentru prima dată, și totuși exprimă încă partea întunecată a modului toxic care a fost o relație unilaterală. Piesa exprimă imposibilitatea lui Cry Baby de a ajunge la acest băiat, a cărui dragostea este neîmpărtășită. Simțindu-se blocată pe un carusel, și învârtindu-se in gol, nu pare a fi în măsură de a ajunge la ceea ce iubește.

## Clasamente
| Țară (clasament)                                       | Poziția maximă | Referință |
| ------------------------------------------------------ | -------------- | --------- |
| Statele Unite ale Americii (Alternative Digital Songs) | 9              | [ 3 ]     |
| Statele Unite ale Americii (Pop Digital Songs)         | 38             | [ 3 ]     |

## Certificări
| \| Țara \| Vânzări/ puncte \| Certificare \| Referințe \| \| -------------------------- \| --------------- \| ----------- \| --------- \| \| Statele Unite ale Americii \| +500.000 \| \| [4] \| | Note - reprezintă „disc de aur”; |             |           |
| Țara | Vânzări/ puncte                  | Certificare | Referințe |
| Statele Unite ale Americii | +500.000                         |             | [ 4 ]     |